# Montreuil-sur-Brêche

Montreuil-sur-Brêche este o comună în departamentul Oise, Franța. În 2009 avea o populație de 530 de locuitori.